# Willems Verandas (wielerploeg)/2009
Deze pagina geeft een overzicht van de Willems Verandas wielerploeg in 2009. Het team kwam uit op het continentale niveau.

## Algemeen
Sponsor: Verandas Willems
Algemeen manager: Jean-François Bourlart
Ploegleiders: Lucien Van Impe, Thierry Marichal, Jean-Marc Rossignon en Yves Lessens
Fietsmerk: Granville

## Renners
| Naam                | Geboortedatum | Nationaliteit | Ploeg 2008                                   |
| ------------------- | ------------- | ------------- | -------------------------------------------- |
| Nicolas Baïolet     | 08-11-1983    | België        | Storez Ledecq Materiaux                      |
| Gaetan Bille        | 06-04-1988    | België        | Neo                                          |
| Cédric Collaers     | 26-01-1987    | België        | Groupe Gobert.com                            |
| Mathieu Criquielion | 27-04-1981    | België        | Mitsubishi-Jartazi                           |
| Thomas Degand       | 13-05-1986    | België        | Groupe Gobert.com                            |
| Grégory Habeaux     | 20-10-1982    | België        | Mitsubishi-Jartazi                           |
| Jan Kuyckx          | 20-05-1979    | België        | Landbouwkrediet-Tönissteiner                 |
| Roderick Muscat     | 09-07-1986    | Malta         | Neo                                          |
| Julien Paquet       | 09-08-1990    | België        | Neo                                          |
| Olivier Pardini     | 30-07-1985    | België        | Groupe Gobert.com                            |
| Philippe Pratte     | 08-03-1986    | België        | Groupe Gobert.com                            |
| Sven Van den Houte  | 05-11-1984    | België        | Geen                                         |
| Stefan van Dijk     | 22-01-1976    | Nederland     | Mitsubishi-Jartazi                           |
| Justin Van Hoecke   | 09-08-1989    | België        | Groupe Gobert.com                            |
| Kevin Van Melsen    | 01-04-1987    | België        | Bodysol-Euromillions Pole Continental Wallon |
| Jonas Van Genechten | 16-09-1986    | België        | Groupe Gobert.com                            |
| James Vanlandschoot | 26-08-1978    | België        | Mitsubishi-Jartazi                           |
| Romain Zingle       | 29-01-1987    | België        | Neo                                          |
| Stagiairs           |               |               |                                              |
| Robin Stenuit       | 16-06-1990    | België        |                                              |

## Overwinningen
Zellik-Galmaarden
Jonas Van Genechten
Omloop van Henegouwen
Romain Zingle
Ronde van Luik
5e etappe: Thomas Degand
Eindklassement: Thomas Degand
2008 · 2009 · 2010 · 2011 · 2012 · 2013 · 2014 · 2015 · 2016 · 2017 · 2018 · 2019 · 2020 · 2021 · 2022 · 2023 · 2024 · 2025